# Steven De Decker
Andrew Vancoillie (Dendermonde, 11 ottobre 1982) è un ex ciclista su strada e ciclocrossista belga, professionista dal 2003 al 2010.

## Carriera
Corridore in forza alla Profel Ziegler Continental Team  Conseguì numerosi piazzamenti nelle corse di un giorno belghe, tra cui spicca il terzo posto alla Gullegem Koerse del 2006.

## Palmarès

### Strada
- 2004

Grand Prix de la Ville de Lissier
- 2006

Grand Prix de la Ville de Lissier